# Evertsaue (Solingen)
Evertsaue ist eine Ortslage in der bergischen Großstadt Solingen.  

## Lage und Beschreibung
Der Ort liegt abseits der geschlossenen städtischen Bebauung im Stadtteil Widdert in den zur Wupper hin abfallenden Hängen südöstlich der Börsenstraße. Die Wupper im Süden bildet die Stadtgrenze zu Leichlingen. Der Ort besteht in Form einer kleinen Streusiedlung aus zwei Wohnplätzen: der nördlich gelegene ist von der Straße Weckshof zu erreichen, der südlich gelegene ist über die Stichstraße Evertsaue an den Wüstenhofer Weg angebunden. Evertsaue ist weitgehend von Waldflächen umgeben. 
Benachbarte Ortslagen sind bzw. waren (von Nord nach West): Bünkenberg, Vockerterbusch, Odental, Breidbach, Wüstenhof, Wupperhof, Heiler Kotten, Rölscheid, Obenwiddert, Höfchen und Vockert. 

## Etymologie
Der Ortsname ist von dem Familiennamen Everts abgeleitet.

## Geschichte
Der Ort entstand am Ende des 19. Jahrhunderts auf bisher unbewohntem Terrain zwischen den beiden Orten Vockert und Wüstenhof. Er erscheint erstmals in der Preußischen Neuaufnahme von 1893 als Evertsaue benannt sowie in der Karte Stadt- und Landkreis Solingen des Landmessers August Hofacker von 1898 nur unbenannt. Evertsaue wurde in den Ortsregistern der Stadt Höhscheid geführt, lag aber unmittelbar an der Grenze zum Dorper Stadtgebiet, das 1889 mit der Stadt Solingen verschmolz.
Mit der Städtevereinigung zu Groß-Solingen im Jahre 1929 wurde Evertsaue ein Ortsteil Solingens. Die Bezeichnung wurde später amtlich als Straßenname für eine vom Wüstenhofer Weg abzweigende Stichstraße eingeführt, die den südlichen Teil von Evertsaue erschließt. Bis heute behielt der Ort seine abgelegene Lage im Stadtgebiet bei.